# تام بلوکسام (بازیکن فوتبال)
تام بلوکسام (انگلیسی: Tom Bloxham؛ زادهٔ ۱ نوامبر ۲۰۰۳) بازیکن فوتبال است.